# Lagrangiano

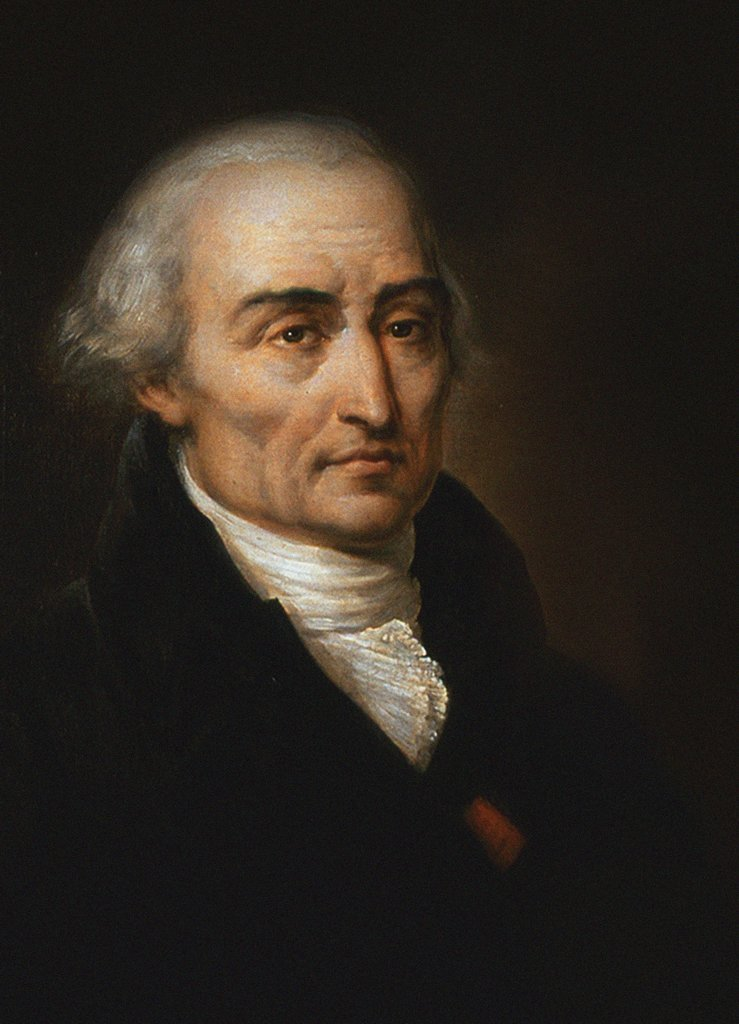
Retrato de Joseph Louis de Lagrange (Giuseppe Luigi Lagrangia)

En física, un lagrangiano es una función escalar a partir de la cual se puede obtener la evolución temporal, las leyes de conservación y otras propiedades importantes de un sistema dinámico. De hecho, en física moderna el lagrangiano se considera el operador más fundamental que describe un sistema físico.
El término lleva el nombre del astrónomo y matemático italo-francés Joseph Louis de Lagrange. El concepto de un lagrangiano se introdujo en una reformulación de la mecánica clásica introducida por Lagrange, conocida como mecánica lagrangiana, en 1788. Esta reformulación fue necesaria con el fin de explorar la mecánica en sistemas alternativos de las coordenadas cartesianas, como las coordenadas polares, cilíndricas y esféricas, para las que la mecánica de Newton no era conveniente.
El formalismo lagrangiano permite alcanzar tanto las leyes de Newton como las ecuaciones de Maxwell, las cuales pueden ser deducidas como las ecuaciones de Euler-Lagrange de un lagrangiano clásico. Igualmente la forma del lagrangiano determina las propiedades básicas del sistema en teoría cuántica de campos.

## Introducción
La mecánica de Lagrange tiene su origen como una formulación  de la mecánica clásica. Es una formulación alternativa a la mecánica hamiltoniana. Se define el lagrangiano de un sistema de partículas  como la diferencia entre su energía cinética {\displaystyle E_{c}} y su energía potencial {\displaystyle E_{p}}:

{\displaystyle {\mathcal {L}}=E_{c}-E_{p}=T-V}

Históricamente el formalismo lagrangiano surgió dentro de la mecánica clásica para sistemas con un número finito de grados de libertad. Este lagrangiano permitía escribir las ecuaciones de movimiento de un sistema totalmente general que tenía restricciones de movimiento o era no-inercial de modo muy sencillo.
Más tarde el concepto se generalizó a sistemas con un número no finito de grados de libertad como los medios continuos o los campos físicos. Más tarde el concepto pudo generalizarse también a la mecánica cuántica, particularmente en la teoría cuántica de campos.

### Formalismo matemático
El lagrangiano es una función escalar definida sobre un cierto espacio de posibles estados del sistema. En un sistema de un número finito de grados de libertad la acción física se define como una integral de línea sobre las trayectorias del movimiento (1), mientras que en un sistema continuo o sistema con un número no finito de grados de libertad la acción se define como una integral múltiple sobre un 4-volumen (2):

(1){\displaystyle S[\mathbf {q} ,C]=\int _{C}L\ dt=\int _{C}L(\mathbf {q} (t),{\dot {\mathbf {q} }}(t);t)\ dt},

(2){\displaystyle S[{\boldsymbol {\Psi }},\Omega ]=\int _{\Omega }\left[{\mathcal {L}}\ dV\right]dt=\int _{\mathbb {R} }\int _{V}{\mathcal {L}}{\Big (}{\boldsymbol {\Psi }}(\mathbf {x} ,t),\partial _{\mu }{\boldsymbol {\Psi }}(\mathbf {x} ,t);\mathbf {x} ,t{\Big )}\ dV\ dt},

Las ecuaciones del movimiento pueden obtenerse a partir de la forma del lagrangiano, ya que sobre las trayectorias del movimiento real del sistema son tales que las integrales anteriores toman el valor mínimo posible. Conocida la forma del lagrangiano en un sistema de coordenadas, las ecuaciones de Euler-Lagrange particularizadas para el lagrangiano concreto son precisamente las ecuaciones de movimiento.

### Número finito de grados de libertad
En el caso de un sistema con un número finito de grados de libertad, el espacio de estados es una variedad diferenciable finito-dimensional construida como el fibrado tangente TQ de una variedad n-dimensional y el lagrangiano es una función de la forma {\displaystyle {\tilde {L}}:TQ\times \mathbb {R} \to \mathbb {R} }.
Una función lagrangiana es la expresión del lagrangiano en un sistema de coordenadas concreto, está relacionada con la energía cinética y la energía potencial del sistema. Por ejemplo para una partícula clásica que se mueve en el espacio euclídeo convencional {\displaystyle TQ=\mathbb {R} ^{3}\times \mathbb {R} ^{3}} bajo un campo de fuerzas conservativo dado por la función V(x,y,z), el lagrangiano usual usando coordenadas cartesianas puede representarse por la función lagrangiana:

(3){\displaystyle L(x,y,z,v_{x},v_{y},v_{z})={\frac {m}{2}}(v_{x}^{2}+v_{y}^{2}+v_{z}^{2})-V(x,y,z)},

La función lagrangiana se escribe usualmente en términos de cualquier tipo de coordenadas generalizadas: 

(4){\displaystyle (q_{1},...q_{n};{\dot {q}}_{1},...,{\dot {q}}_{n};t)\mapsto L(\mathbf {q} ,{\dot {\mathbf {q} }},t)\in \mathbb {R} },

En cuanto al lagrangiano intrínseco, puede escribirse en términos de cualquier función lagrangiana, si las coordenadas generalizadas usadas coinciden con una carta local {\displaystyle (U,\phi _{q})\;} el lagrangiano intrínseco se puede escribir como una función que satisface:

(5){\displaystyle {\tilde {L}}(p,v,t)|_{U}=L(\phi _{q}(p),(\phi _{q})_{*}v,t)},

Donde {\displaystyle (\phi _{p})_{*}=D\phi _{q}\;} es el pushforward o diferencial del homeomorfismo que define la carta local. El lagrangiano definido en coordenadas locales y definido directamente sobre el espacio de estados están relacionados mediante:

(6){\displaystyle {\begin{matrix}{\tilde {L}}:&TQ\times \mathbb {R} &\to &\mathbb {R} \\&\downarrow _{\phi _{q}}&&\downarrow _{I_{\mathbb {R} }}\\L:&\mathbb {R} ^{2n}\times \mathbb {R} &\to &\mathbb {R} \end{matrix}}},

Las trayectorias que dan la evolución temporal de un sistema son curvas diferenciables sobre la variedad de configuración, que pueden calcularse a partir de las ecuaciones de Euler-Lagrange:

(7){\displaystyle {d \over dt}\left({\partial L \over \partial {\dot {q}}_{i}}\right)-{\partial L \over \partial q_{i}}=0},

### Número infinito de grados de libertad
En sistemas con un número infinito de grados de libertad, es decir, en sistemas de la mecánica de medios continuos o la teoría clásica de campos, requieren una descripción más compleja en términos de densidad lagrangiana. Además en ese caso el espacio de configuración puede ser substancialmente más complicado que en el caso de sistemas de un grado finito. De hecho el espacio de configuración {\displaystyle {\mathcal {F}}} debe ser una variedad de dimensión infinita formada por todos las posibles variaciones que puede tener un campo sobre una 4-variedad o espacio-tiempo M, y de hecho en este caso las "trayectorias" no son variedades unidimensionales sino 4-variedades. Existe un modo riguroso y elegante de construir dicho tipo de variedad de configuración considerando fibrados tangentes sobre M, pero ese tipo de formalismo no será tratado aquí. 
La densidad lagrangiana es una función del tipo {\displaystyle {\tilde {\mathcal {L}}}:{\mathcal {F}}\times M\to \mathbb {R} } (aún en las teorías en que el campo puede tomar complejo, existen razones físicas para seguir exigiendo que el lagrangiano sea una función real). Además el que la teoría sea local, es decir, que cumpla con ciertos requisitos de causalidad física, la densidad lagrangiana no debe contener derivadas superiores al segundo orden, de lo contrario ocurren ciertas violaciones extrañas de la causalidad.
Si consideramos ahora un observador {\displaystyle O\;} concreto podemos derivar, al igual que hicimos para el caso con un número finito de grados de libertad, una expresión de la densidad lagrangiana en coordenadas, pudiéndose escribir la acción como:

(8){\displaystyle S[\phi _{r}^{\alpha }]\equiv \int _{M}{\mathcal {L}}_{O}{\Big (}{\big (}\phi _{r}^{\alpha }(x),\partial \phi _{r}^{\alpha }(x){\big )},x{\Big )}\ d^{4}x},

Dadas ciertas condiciones de contorno sobre el borde de una región {\displaystyle V\subset M}, entonces las ecuaciones del movimiento vienen dadas por las ecuaciones de Euler-Lagrange:

(9){\displaystyle {\frac {\partial }{\partial x^{\mu }}}\left({\frac {\partial {\mathcal {L}}_{O}}{\partial (\partial _{\mu }\phi _{r}^{\alpha })}}\right)-{\frac {\partial {\mathcal {L}}_{O}}{\partial \phi _{r}^{\alpha }}}=0},

Incidentalmente, el lado izquierdo es la derivada funcional de la acción con respecto a {\displaystyle \phi _{r}^{\alpha }}.

## Lagrangiano en mecánica clásica
En mecánica clásica la función lagrangiana de un sistema conservativo, denotada mediante L, es simplemente la diferencia entre su energía cinética, T, y su energía potencial, V. El dominio apropiado del lagrangiano es un espacio de fases, y debe obedecer las ecuaciones de Euler-Lagrange. El concepto fue utilizado originalmente en una reformulación de la mecánica clásica conocida como la mecánica lagrangiana. En coordenadas generalizadas este lagrangiano toma usualmente la forma:

(10){\displaystyle L(q_{i},{\dot {q}}_{i})={\frac {m}{2}}\sum _{i,j}g_{ij}\ {\dot {q}}_{i}{\dot {q}}_{j}-V(q_{1},\ldots ,q_{n};t)},

Donde {\displaystyle g_{ij}(\mathbf {q} )} es el tensor métrico del espacio euclídeo expresado en las coordenadas generalizadas coorrespondientes, que sólo depende de las propias coordenadas de las velocidades {\displaystyle {\dot {q}}_{i}}.

### Lagrangiano de una partícula clásica en coordenadas rectangulares
Si suponemos como es habitual que un sistema clásico, está formado por partículas que se mueven en un espacio euclídeo tridimensional entonces el tensor métrico adopta la forma diagonal y el lagrangiano viene dado por:

(11){\displaystyle L(x,y,z,{\dot {x}},{\dot {y}},{\dot {z}})={\frac {m}{2}}{\dot {\mathbf {r} }}^{2}-V(\mathbf {r} )},

Y entonces el sistema resulta ser inercial, y las ecuaciones de Euler-Lagrange se reducen simplemente a las leyes de Newton:

(12){\displaystyle m{\ddot {\mathbf {r} }}+{\boldsymbol {\nabla }}V=0\quad \Rightarrow \quad m{\frac {d^{2}\mathbf {r} }{dt^{2}}}=-{\boldsymbol {\nabla }}V=\mathbf {F} },

### Lagrangiano de una partícula en coordenadas esféricas
En coordenadas esféricas (r,θ,φ) la misma función lagrangiana anterior, particularizada al caso de un potencial con simetría esférica que sólo dependa de la coordenada radial, se expresa como:

(13){\displaystyle {\frac {m}{2}}({\dot {r}}^{2}+r^{2}{\dot {\theta }}^{2}+r^{2}\sin ^{2}\theta {\dot {\phi }}^{2})-{\tilde {V}}(r)},

Usando las ecuaciones de Euler-Lagrange, el mismo cálculo de la sección anterior nos conduce a las ecuaciones de movimiento sobre un sistema no inercial:

{\displaystyle m{\frac {d^{2}r}{dt^{2}}}-mr({\dot {\theta }}^{2}+\sin ^{2}\theta {\dot {\phi }}^{2})=-{\frac {d{\tilde {V}}(r)}{dr}}=F_{r}(r)}
{\displaystyle {\frac {d}{dt}}(mr^{2}{\dot {\theta }})-mr^{2}\sin \theta \cos \theta {\dot {\phi }}^{2}=0}
{\displaystyle {\frac {d}{dt}}(mr^{2}\sin ^{2}\theta {\dot {\phi }})=0}

Entre los términos adicionales que ahora han aparecido está la fuerza de Coriolis y la fuerza centrípeta, así el formalismo lagrangiano predice automáticamente que cualquier de sistema de referencia no cartesiano conlleva la aparición de fuerzas no inerciales.

## Lagrangiano en mecánica relativista
En mecánica relativista la acción de una partícula se obtiene mediante cálculo a lo largo de la línea de universo de una partícula, concretamente una partícula material de masa m se mueve a lo largo de una geodésica. La integral de acción a lo largo de una curva L viene dada en coordenadas curvilíneas por:

{\displaystyle S_{m}=-\int _{L}mc\ ds=-\int _{\tau _{1}}^{\tau _{2}}mc\ {\sqrt {g_{\mu \nu }{\frac {dx^{\mu }}{d\tau }}{\frac {dx^{\nu }}{d\tau }}}}\ d\tau },

Si se introduce en las ecuaciones de Euler-Lagrange el integrando de la anterior integral se obtienen las ecuaciones de las geodésicas:

{\displaystyle {\frac {d^{2}x^{\mu }}{d\tau ^{2}}}+\sum _{\sigma ,\nu }\Gamma _{\sigma \nu }^{\mu }{\frac {dx^{\sigma }}{d\tau }}{\frac {dx^{\nu }}{d\tau }}=0},

## Lagrangiano en mecánica de medios continuos
En mecánica de medios continuos las magnitudes que evolucionan con el tiempo y definen el estado físico del sistema están relacionadas con los campos vectoriales de desplazamientos. En mecánica de sólidos y elasticidad el lagrangiano depende del campo de desplazamientos y sus derivadas, mientras que en mecánica de fluidos el lagrangiano depende del campo de velocidades y sus derivadas (en último término relacionados con los desplazamientos de las partículas).

### Lagrangiano de un sólido elástico
Un problema elástico queda definido por la geometría del cuerpo antes de ser deformado, las fuerzas exteriores, que dan lugar al término "potencial" del lagrangiano y las componentes del tensor de constantes elásticas de hecho la densidad lagrangiana puede escribirse, usando el convenio de suma de Einstein, como:

{\displaystyle {\mathcal {L}}(u_{i},\partial _{j}u_{i})={\begin{matrix}{\frac {1}{2}}\end{matrix}}C_{ijkl}\ \varepsilon _{ij}\varepsilon _{kl}-b_{i}u_{i}\;}

Donde:

{\displaystyle C_{ijkl}\;}, son las componentes de la matriz o tensor de constantes elásticas.

{\displaystyle \varepsilon _{ij}={\begin{matrix}{\frac {1}{2}}\end{matrix}}(\partial _{j}u_{i}+\partial _{i}u_{i})}, son las componentes del tensor de deformación.

{\displaystyle u_{i}\;} son las componentes del vector de desplazamientos, que se define para cada punto del cuerpo.

{\displaystyle b_{i}\;} son las fuerzas por unidad de masa, como el peso o las fuerzas centrífugas, que actúan sobre cada punto del cuerpo.

Substituyendo la anterior densidad lagrangiana en las ecuaciones de Euler-Lagrange y aplicando las condiciones de simetría del tensor de constantes elásticas a continuación se llega a que:

{\displaystyle {\frac {\partial {\mathcal {L}}}{\partial (\partial _{j}u_{i})}}={\frac {1}{4}}\left[C_{ij\alpha \beta }\varepsilon _{\alpha \beta }+C_{ji\alpha \beta }\varepsilon _{\alpha \beta }+C_{\alpha \beta ij}\varepsilon _{\alpha \beta }+C_{\alpha \beta ji}\varepsilon _{\alpha \beta }\right]=C_{ij\alpha \beta }\varepsilon _{\alpha \beta }=\sigma _{ij}}

Finalmente las ecuaciones de Euler-Lagrange dan como resultado las ecuaciones de equilibrio de un sólido elástico:

{\displaystyle {\frac {\partial }{\partial x_{j}}}\left({\frac {\partial {\mathcal {L}}}{\partial (\partial _{j}u_{i})}}\right)-{\frac {\partial {\mathcal {L}}}{\partial u_{i}}}=0\qquad \Rightarrow \qquad {\frac {\partial \sigma _{ij}}{\partial x_{j}}}+b_{i}=0}

Para problemas dinámicos basta ampliar el lagrangiano anterior con las derivadas del desplazamiento:

{\displaystyle {\tilde {\mathcal {L}}}(u_{i},\partial _{j}u_{i},\partial _{t}u_{i})={\mathcal {L}}(u_{i},\partial _{j}u_{i})-{\frac {\rho }{2}}(\partial _{t}u_{i})(\partial _{t}u_{i})}

## Lagrangiano en teoría clásica de campos
Un campo físico es cualquier tipo de magnitud que presenta variación tanto espacial como temporal. Este tipo de entidades físicas requiere el tratamiento mediante densidades lagrangianas, ya que no son representables como sistemas con un número finito de grados de libertad. Además su tratamiento riguroso generalmente requiere el uso de la mecánica relativista para explicar su propagación. Los campos con los que usualmente trata la teoría clásica de campos:
- Campo electromagnético, que es el campo asociado a la interacción de partículas cargadas, y que en última instancia explica las propiedades de la materia convencional, como las propiedades de sólidos, líquidos y gases, fenómenos como el color, la luz, etc.
- Campo gravitatorio, es un tipo de campo relativamente débil, comparado con el campo electromagnético, pero al ser acumulativo su efecto, es el único relevante a escala cósmica para explicar la evolución del universo.
- Campos cuánticos tratados clásicamente, que permiten formular primeras aproximaciones para campos libres que resultan útiles cuando se trata la evolución de campos cuánticos con interacción.

### Lagrangiano del campo electromagnético
El lagrangiano del campo electromagnético viene dado por un escalar construido a partir del tensor campo electromagnético:

{\displaystyle S_{c,em}[F_{\mu \nu },\Omega ]=-{\frac {1}{16\pi c}}\int _{\Omega }F_{\mu \nu }F^{\mu \nu }d\Omega }

De hecho este lagrangiano puede reescribirse en términos de los campos eléctrico y magnético para dar (en unidades cgs):

{\displaystyle S_{c,em}[\mathbf {E} ,\mathbf {B} ,\Omega ]=-{\frac {1}{8\pi }}\int _{\mathbb {R} }\int _{V}{\Big (}\mathbf {E} ^{2}-\mathbf {B} ^{2}{\Big )}\ d^{3}\mathbf {x} \ dt}

Introduciendo este lagrangiano en las ecuaciones de Euler-Lagrange, el resultado son las ecuaciones de Maxwell y aplicando una transformación de Legrendre generalizada se obtiene la expresión de la energía electromagnética:

{\displaystyle E_{em}={\frac {1}{8\pi }}\int _{\mathbb {R} ^{3}}\left(\mathbf {E} ^{2}+\mathbf {B} ^{2}\right)\ dV}

### Lagrangiano del campo gravitatorio
En relatividad general el campo gravitatorio es visto como una manifestación de la geometría curva del espacio tiempo, por tanto la formulación lagrangiana del campo gravitatorio relativistamente tratado debe involucrar a algún escalar relacionado con el tensor métrico y sus derivadas primeras (equivalentemente los símbolos de Christoffel {\displaystyle \Gamma _{ij}^{k}}) o con el tensor de curvatura. Puede probarse que no es posible hallar ningún escalar que involucre sólo las componentes del tensor métrico y los símbolos de Christoffel, ya que mediante cierta transformación de coordenadas se pueden anular estos últimos (lo cual es precisamente el contenido del llamado principio de equivalencia). 
Es interesante que la curvatura escalar R, nos da una forma de acción adecuada: aunque contiene derivadas segundas del tensor métrico, la variación de su integral de acción sobre una región puede acabar expresándose en términos de sólo derivadas primeras. De hecho la forma común de la integral de acción para el campo gravitatorio más comúnmente en la teoría de la relatividad general es:

{\displaystyle S_{c,g}[g_{\mu \nu },\Omega ]=-{\frac {c^{3}}{16\pi G}}\int _{\Omega }R\ {\sqrt {-g}}d\Omega }

Algunas teorías métricas de la gravitación como la teoría relativista de la gravitación usan lagrangiano ligeramente más complicado que incluye términos asociados a la masa del gravitón:

{\displaystyle S_{c,g}[g_{\mu \nu },\Omega ]=-{\frac {c^{3}}{16\pi G}}\int _{\Omega }\left[{\sqrt {-g}}R-\left({\cfrac {Gm_{g}}{c^{2}}}\right)^{2}\left({\sqrt {-g}}{\frac {\gamma _{\mu \nu }g^{\mu \nu }}{2}}-{\sqrt {-g}}-{\sqrt {-\gamma }}\right)\right]d\Omega }

Donde:
{\displaystyle R\;}, es la curvatura escalar del espacio-tiempo.
{\displaystyle G,\ c\;}, son la constante de la gravitación y la velocidad de la luz.
{\displaystyle g_{\mu \nu },\ \gamma _{\mu \nu }\;} son las componentes de la métrica (pseudo)riemanniana efectiva y del espacio de Minkowski subyacente.
{\displaystyle {\sqrt {-g}},{\sqrt {-\gamma }}}, se calculan a partir de los determinantes de la métrica efectiva y minkowskiana, calculados en las mismas coordenadas.
{\displaystyle m_{g}\;}, es la masa del gravitón.

## Lagrangiano en teoría cuántica de campos
En mecánica cuántica el lagrangiano es un funcional definido sobre el espacio de Hilbert del sistema físico bajo consideración. En teoría cuántica de campos generalmente los campos son distribuciones sobre definidas sobre el espacio-tiempo cuyos valores son operadores.
En teoría cuántica de campos el lagrangiano de interacción, determina la forma del exponente de la exponencial del propagador. Como usualmente dicha exponencial se computa como serie de potencias en que cada término se asocia a un diagrama de Feynman.

### Lagrangiano para la ecuación de Dirac
La ecuación de Dirac describe partículas fermiónicas de espín 1/2, de hecho la ecuación describe a dichas partículas como un campo fermiónico. Esa ecuación del campo fermiónico que representa las partículas se puede derivar de una densidad lagrangiana. En concreto para un campo fermiónico libre sin interacción la densidad lagrangiana de la que se puede derivar la ecuación de Dirac viene dada por:

{\displaystyle {\mathcal {L}}={\bar {\psi }}(i\hbar c\gamma ^{\mu }\partial _{\mu }-mc^{2})\psi }

Donde:
{\displaystyle \psi \,} es un espinor de Dirac que representa el campo fermiónico de partículas.
{\displaystyle {\bar {\psi }}=\psi ^{\dagger }\gamma ^{0}} es el adjunto de Dirac del espinor anterior.
{\displaystyle \partial _{\mu }\,} es la derivada parcial respecto a las coordenadas.

### Lagrangiano para QED
El lagrangiano de la electrodinámica cuántica o QED incluye un campo de gauge conmutativo que representa el análogo cuántico potencial electromagnético en interacción con partículas cargadas de tipo fermiónico (electrones, quarks, ...). El lagrangiano habitual de partida para QED suele tomarse como:

{\displaystyle {\mathcal {L}}=c({\bar {\psi }}\gamma ^{\mu }i\hbar \partial _{\mu }\psi )-e{\bar {\psi }}\gamma _{\mu }A^{\mu }\psi -mc^{2}{\bar {\psi }}\psi -{\frac {1}{4}}F_{\mu \nu }F^{\mu \nu }=\hbar c\ {\bar {\psi }}\left(i\gamma ^{\mu }D_{\mu }+{\frac {mc^{2}}{\hbar }}\right)\psi -{\frac {1}{4}}F_{\mu \nu }F^{\mu \nu }}

Donde:
{\displaystyle \psi \,} es el campo ferminónico que representa las partículas con carga eléctrica.
{\displaystyle {\bar {\psi }}} es el campo adjunto de Dirac.
{\displaystyle \gamma ^{\mu }\,}, son las matrices de Dirac que intervienen en forma covariante de la ecuación de Dirac para los fermiones.
{\displaystyle e\,}, es la carga eléctrica de la partícula.
{\displaystyle F_{\mu \nu }\,}, es el tensor de campo electromagnético.
{\displaystyle D_{\mu }=\partial _{\mu }+ieA_{\mu }}, es la derivada covariante asociada al campo.

### Lagrangiano de QCD
La cromodinámica cuántica o QCD que describe la interacción entre los quarks y el campo de gluones puede ser descrita mediante la siguiente acción euclídea, con lagrangiano dado por:

{\displaystyle {\mathcal {L}}=\sum _{n}{\bar {\psi }}_{n}(i\hbar \gamma ^{\mu }D_{\mu }+mc)\psi _{n}-{\frac {1}{4}}G_{\mu \nu }^{a}G_{a}^{\mu \nu }+{\frac {1}{2\xi }}(\partial _{\mu }A^{\mu \,a})(\partial _{\nu }A_{a}^{\nu })-{\bar {u}}^{a}\partial ^{\mu }(\partial _{\mu }\delta _{ab}-gf_{abc}A_{\mu }^{c})u^{b}}

Donde:
{\displaystyle \psi ,({\bar {\psi }})}, espinor de Dirac que representa los campos fermiónicos que describen los quarks (y su adjunto de Dirac).
{\displaystyle \gamma _{\mu }\,} representa las matrices de Dirac.
{\displaystyle D_{\mu }=\partial _{\mu }-ig\lambda _{a}A^{a}\mu \,}, es la derivada covariante asociada al campo gauge gluónico.
{\displaystyle G_{\mu \nu }^{a}}, es el tensor de campo gluónico, análogo al tensor campo electromagnético.
{\displaystyle \lambda _{a}\,}, son las matrices de Gell-Mann para su(3) que satisfacen la reglas de conmutación {\displaystyle [\lambda _{a},\lambda _{b}]=if_{abc}\lambda _{c}\,}
{\displaystyle u^{a}\,} es el espinor del campo "fantasma" de Faddeev–Popov.